# Skepta
Joseph Junior Adenuga (London, 1982. szeptember 19. –), művésznevén Skepta, brit rapper, dalszerző és producer Tottenhamből. Skepta testvérével, Jme-vel tagja volt a Roll Deepnek, mielőtt megalapították a Boy Better Know-t 2005-ben.
Skepta része volt a grime stílus történetének egyik legnagyobb küzdelmének MC Devilman ellen. A debütáló stúdióalbumát, a Greatest Hits-et 2007-ben adta ki, amelyet 2009-ben követett a Microphone Champion. A harmadik stúdióalbuma, a Doin' It Again 2011-ben lett kiadva. Színészi karrierjét az Anti-Social (2015) című filmben kezdte meg. A negyedik stúdióalbuma, a Konnichiwa (2016) Mercury-díjat nyert.
2018-ban közreműködött ASAP Rocky "Praise the Lord (Da Shine)" kislemezén, amely mindkét előadó legsikeresebb dala lett. 2019-ben kiadta a Ignorance Is Bliss-t, amely 15 országban szerepelt slágerlistákon. Az Insomnia (2020), amely egy közös album volt Chippel és Young Adz-dzel, Skepta harmadik albuma lett, amely elérte a UK Albums Chart tíz legjobb helyének egyikét.
2018. április 4-én törzsfőnöknek nevezték a nigériai Ogun állam Odo Aje városában.

## Korai évek
Joseph Junior Adenuga 1982. szeptember 19-én született Londonban nigériai szülők gyermekeként. Négy gyerek közül a legidősebb, testvérei a szintén zenész Jme, a rádiós műsorvezető Julie és a grafikus Jason.

## Karrier

### 2003-2007: karrier kezdete és aGreatest Hits
Skepta karrierjét a tottenhami grime-csoport, a Meridian Crew lemezlovasaként kezdte. A csoport leggyakrabban a Heat FM 96.6 rádióban adott elő, Skepta ebben az időben Scoopa Daniels néven volt ismert. Első kiadásai a "DTI (Pirate Station Anthem)" és a "Private Caller" voltak.
Miután a Meridian Crew felbomlott 2005-ben testvérével, Jme-vel csatlakozott a Roll Deep-hez egy rövid ideig, mielőtt megalapították a Boy Better Know-t 2006-ban. Része volt a grime stílus történetének egyik legnagyobb küzdelmének MC Devilman ellen a Lord of the Mics 2 DVD-n. Ezt követően kiadta a Joseph Junior Adenuga című mixtape-et, illetve 2007. szeptember 17-én a Greatest Hits stúdióalbumát. 

### 2008–2011: aMicrophone Championés aDoin' It Again
Skepta az első kislemezét, a "Rolex Sweep"-et 2008 szeptemberében adta ki, amely a 89. helyig jutott a Brit kislemezlistán. 2009. június 1-én kiadta a Microphone Champion-t. A "Too Many Man" kislemeze Jme-vel, Wiley-val, Friscóval és Shorty-val 79. helyig jutott a Brit kislemezlistán. Harmadik stúdióalbumáról, a Doin' It Again-ről öt kislemezt adott ki, a "Bad Boy"-t, a "Rescue Me"-t, a "Cross My Heart"-ot, a "So Alive"-ot és az "Amnesia"-t. Ezek közül a "Rescue Me" 14. helyig jutott a Brit kislemezlistán. Az album három hetet töltött a UK Albums Charton, legmagasabb pozíciója a 19. volt.

### 2012-napjainkig: aBlacklisted, aKonnichiwaés azIgnorance Is Bliss

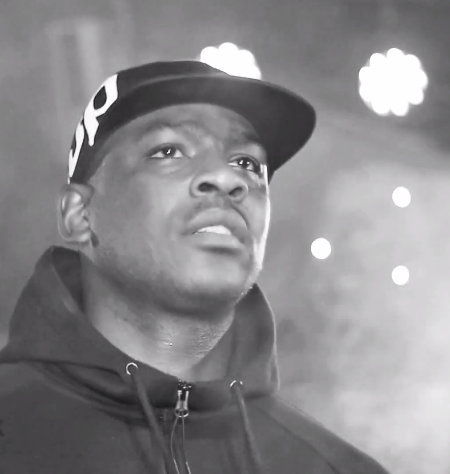
Skepta 2014-ben

2012-ben Skepta két kislemezt adott ki a "Hold On"-t és a "Make Peace Not War"-t, amelyek mind a Brit kislemezlista legjobb negyven helyének egyikéig jutott. Negyedik stúdióalbuma, a The Honeymoon 2011 végén jelent volna meg, de 2012-re tolódott. Miután a két kislemez sikertelen lett, Skepta a Blacklisted mixtape-et adta ki helyette 2012. december 2-án.
2014 márciusában adta ki következő kislemezét, a "That's Not Me"-t Jme-vel, amely 21. helyig jutott a Brit kislemezlistán. A dal videóklipje a 2014-es MOBO Awards-on elnyerte az év legjobb videója díjat, amely összesen 80 fontba került az előadónak. 2015-ben fellépett Kanye West egy londoni koncertjén. Ugyanebben az évben szerepelt a GQ magazin "50 best dressed British men" listáján.
2015-ben kezdte meg színészi karrierjét a Anti-Social című filmben. 2016. február 14-én kiadta a "Ladies Hit Squad" kislemezt D Double E-vel és ASAP Nasttel. 2016. május 6-án jelent meg a Konnichiwa című albuma, amely második helyig jutott a UK Albums Charton. 2016. május 5-én tartottak egy album bemutató partit Tokióban.
2017. április 16-án kezdte meg a Banned From America turnéját a Coachella Fesztiválon. A turné neve (magyarul: Kitiltva Amerikából) utalás arra, hogy 2016-ban nem engedték be az Egyesült Államokba, mikor turnézni kezdett volna.
A Vicious EP középlemezét 2017. október 31-én adta ki, amelyen közreműködött ASAP Rocky, Lil B, és a Section Boyz.
Skepta szerepelt ASAP Rocky "Praise the Lord (Da Shine)" kislemezén, amely 2018 májusában jelent meg. Ugyanebben a hónapban kiadta a "Pure Water" kislemezét, amely 78. helyig jutott a Brit kislemezlistán. Júniusban megjelent az "Energy (Stay Far Away)" kislemeze, amely az 59. helyig jutott. 2019 decemberében helyet kapott a Grand Theft Auto Online videójátékban. 2020-ban szerepelt Kid Cudi Man on the Moon III: The Chosen albumán a "Show Out" dalon Pop Smoke-kal.

## Magánélet
2018. április 4-én megkapta a nigériai törzsfőnöki Odo-Aje Amuludunja címet.
2018 júliusában bejelentette, hogy meg fog születni első gyermeke, aki River névre hallgat.

## Diszkográfia
Stúdióalbumok
- Greatest Hits (2007)
- Microphone Champion (2009)
- Doin' It Again (2011)
- Konnichiwa (2016)
- Ignorance Is Bliss (2019)

Közreműködések
- Insomnia (Chippel és Young Adz-dzel) (2020)

Mixtape-ek
- Joseph Junior Adenuga (2006)
- Been There Done That (2010)
- Community Payback (2011)
- Blacklisted (2012)
- The Tim Westwood Mix (2015)

## Díjak
| Év   | Díjátadó      | Kategória                  | Jelölt                               | For.   |
| ---- | ------------- | -------------------------- | ------------------------------------ | ------ |
| 2014 | MOBO Awards   | Legjobb videó              | That's Not Me (Jme közreműködésével) | [ 15 ] |
| 2015 | MOBO Awards   | Legjobb dal                | Shutdown                             | [ 30 ] |
| 2016 | Mercury Prize | Az év albuma               | Konnichiwa                           | [ 31 ] |
| 2016 | BET Awards    | Best International Act: UK | Skepta                               | [ 32 ] |
| 2017 | NME Awards    | Best British Male          | Skepta                               | [ 33 ] |